# Yrke: Polis
Yrke: Polis, (originaltitel: High Incident) är en TV-serie från 1996/97.

## Synopsis
I serien följer man livet som polis i den fiktiva staden El-Camino som får handskas med brottslingar och galningar men även vardagliga människor och relationer.

## Rollista (i urval)
- Matt Beck -  Terry Hagar
- Matt Craven -  Lenny Gayer
- Wendy Davis -  Lynette White
- Aunjanue Ellis -  Leslie Joyner
- Lindsay Frost -  Sgt. Helen Sullivan
- Cole Hauser -  Officer Randy Willitz
- David Keith -  Sgt. Jim Marsh
- Catherine Kellner -  Gayle Van Camp
- Julio Oscar Mechoso -  Richie Fernandez
- Louis Mustillo -  Russell Topps
- Blair Underwood -  Michael Rhoades
- Lisa Vidal -  Jessica Helgado

## Om serien
Serien producerades av bland andra Steven Spielberg. Trots att serien ansågs välgjord och verklighetstrogen lades den ner efter två år. 

## Visning i Sverige
I Sverige visades den på Kanal 5. Serien gick i repris 1998.